# Galaxy Air
Galaxy Air, Ltd (del ruso: ОсОО «Гэлэкси Эйр») fue una aerolínea con base en Kirguistán.
La aerolínea está en la Lista negra de compañías aéreas de la Unión Europea.

## Servicios
En mayo de 2007, Galaxy Air opera vuelos regulares de carga a los siguientes destinos:
- India
  - Delhi
- Kirguistán
  - Biskek hub
- Emiratos Árabes Unidos
  - Dubái

## Flota
En mayo de 2007, la flota de Galaxy Air incluye las siguientes aeronaves:
- 1 Boeing 707-320C